# Chlorognesia glaucochlora
Chlorognesia glaucochlora là một loài bướm đêm trong họ Noctuidae.